# 伊十六型潜水艦
伊十六型潜水艦（いじゅうろくがたせんすいかん）は、大日本帝国海軍の潜水艦の艦級。巡潜丙型（じゅんせんへいがた）とも呼ばれた。同型艦8隻。伊号第四十七潜水艦を除き太平洋戦争ですべて戦没した。甲標的での泊地攻撃、通商破壊に従事し20隻超の商船を撃沈したほか、大戦末期には回天攻撃に利用された。

## 艦型
当初は乙型潜水艦として建造の予定であったが、水上偵察機と搭乗員の不足が明らかになり、水上偵察機の搭載を廃止した。その代わりに魚雷発射管の数を2門増やし8門とし、また魚雷搭載数を20本に増やし魚雷兵装を強化した。船体は乙型と同じとなる予定だったが、建造を急ぐため伊七型潜水艦(巡潜3型)の線図を流用した。その他主機は甲型、乙型潜水艦と同じものを搭載している。

## 建造
第三次海軍補充計画（③計画）で計画番号S38とし5隻(伊16,18,20,22,24）が建造され、1940年から1941年にかけて竣工した。その後マル急計画で計画番号S38Bとし6隻が計画され、うち3隻（伊46,47,48）が1944年に竣工した。この3隻は計画番号は変わったが船体寸法、兵装等の要目はほとんど同じである。なおマル急計画艦は乙型改1と同様に、内殻板をDS鋼から軟鋼に変更している。
マル追計画で計画された6隻は計画番号S37Dとし、うち3隻（伊52,53,55）が竣工した。丙型改潜水艦とも呼ばれ乙型潜水艦から航空兵装を除いた艦型である。詳細は伊五十二型潜水艦を参照のこと。
改⑤計画で40隻の丙型潜水艦の建造が計画されたが、すべて建造取り止めとなった。計画番号S49B。15隻は丙型改として建造し、残りの25隻は乙型潜水艦の船体で艦後部に機雷敷設設備を搭載する計画だったと言われている。

## 戦歴
太平洋戦争開戦前に竣工した5隻は甲標的を1隻ずつ後部甲板に積み、真珠湾攻撃に参加した。その後も甲標的で各地の泊地攻撃を仕掛け、また通商破壊戦を行った。ガダルカナル島に米軍が上陸すると各艦ソロモン方面へ進出したが、主に輸送任務に従事し4隻を喪失した。残りの1隻もアリューシャン方面のキスカ島輸送に従事中戦没した。大戦後半に竣工した3隻のうち、伊46はフィリピン方面で戦没、残りの2隻は回天を搭載したが伊48が戦没、残った伊47は戦後米軍により処分された。
大戦中は主として甲標的の輸送や各地への輸送任務に、大戦後半は回天搭載任務に用いられ、自らは目立った戦果を上げることができなかった。充電能力や凌波性に優れていたが、運用に問題があったといえる。
伊20は商船8隻を撃沈しており、同じく8隻を撃沈した伊165と共に、撃沈隻数では日本潜水艦第5位にランクインしている。

## 同型艦
- 伊号第十六潜水艦：③計画仮称「第44号艦」。1940年3月30日竣工、1944年5月沈没。
- 伊号第十八潜水艦：③計画仮称「第45号艦」。1941年1月31日竣工、1943年2月沈没。
- 伊号第二十潜水艦：③計画仮称「第46号艦」。1940年9月26日竣工、1943年9月沈没。
- 伊号第二十二潜水艦 [II]：③計画仮称「第47号艦」。1941年3月10日竣工、1942年10月沈没。
- 伊号第二十四潜水艦 [II]：③計画仮称「第48号艦」。1941年10月31日竣工、1943年6月沈没。
- 伊号第四十六潜水艦：マル急計画仮称「第376号艦」。1944年2月29日竣工、1944年10月沈没。
- 伊号第四十七潜水艦：マル急計画仮称「第377号艦」。1944年2月29日竣工、終戦時残存、1946年4月1日海没処分。
- 伊号第四十八潜水艦：マル急計画仮称「第378号艦」。1944年9月5日竣工、1945年1月沈没。
- マル急計画仮称第379号艦から第381号艦：戦局悪化のため計画中止。

## 潜水隊の変遷
姉妹艦8隻からなる伊16型のうち、開戦前に竣工した5隻は巡潜乙型7隻と共に4個潜水隊を編成した。すべて横須賀鎮守府に配備されたため、横鎮の固有番号の1~10までの番号の潜水隊である。大戦後期に竣工した3隻は訓練部隊である第六艦隊第11潜水戦隊で訓練の後、第15潜水隊に編入された。

### 第一潜水隊
横須賀鎮守府籍の伊16と、巡潜乙型の伊15・伊17で編成。C1型からなる先代の第1潜水隊が、所属艦の除籍により1929年（昭和4年）4月1日に解隊されて以来、4代目となる。昭和17年2月1日に第2潜水隊の伊18、伊20と入れ替わる形で伊15、伊17が第2潜水隊に転出した。昭和18年9月25日に解隊された。
1940年(昭和15年)11月15日：伊15、伊16で編成。第1潜水隊司令石崎昇大佐。第六艦隊第1潜水戦隊。
1941年(昭和16年)1月24日：竣工した伊16を編入。
1941年(昭和16年)8月11日：第1潜水隊司令今里博大佐。
1942年(昭和17年)2月1日：伊15、伊17は第2潜水隊に転出。第2潜水隊より伊18、伊20を編入。第1潜水隊司令今和泉喜次郎大佐。
1942年(昭和17年)3月10日：第8潜水戦隊。
1942年(昭和17年)8月26日：第1潜水隊司令太田信之輔大佐。
1942年(昭和17年)12月15日：解隊された第3潜水隊より伊21、伊24を編入。
1943年(昭和18年)2月11日：サンクリストバル島南方で伊18戦没(太田司令戦死)。4月1日除籍。
1943年(昭和18年)3月25日：第1潜水隊司令岩上英寿大佐。
1943年(昭和18年)6月11日：セミチ島北東で伊24戦没。8月1日除籍。
1943年(昭和18年)8月9日：第1潜水戦隊
1943年(昭和18年)9月3日：エスピリトゥサント島近海で伊20戦没。
1943年(昭和18年)9月25日：解隊。所属艦は第2潜水隊に編入。

### 第二潜水隊
横須賀鎮守府籍の伊18・伊20と、巡潜乙型の伊19で編成。S型からなる先代の第2潜水隊が、所属艦の除籍により1929年（昭和4年）4月1日に解隊されて以来、5代目となる。昭和17年2月1日に第1潜水隊の伊15、伊17と入れ替わる形で伊18、伊20が第1潜水隊に転出した。昭和19年4月25日に解隊された。
1941年(昭和16年)1月31日：伊18、伊20で編成。第2潜水隊司令今和泉喜次郎大佐。第六艦隊第1潜水戦隊。
1941年(昭和16年)4月28日：竣工した伊19を編入。
1942年(昭和17年)2月1日：伊18、伊20は第1潜水隊に転出。第1潜水隊より伊15、伊17を編入。第2潜水隊司令今里博大佐。
1942年(昭和17年)8月10日：解隊された第4潜水隊より伊25、伊26を編入。
1942年(昭和17年)8月15日：伊25、第六艦隊に転出。
1942年(昭和17年)8月25日：今里司令離任。
1942年(昭和17年)11月10日：サンクリストバル島ルシェルシュ岬付近で伊15戦没。12月24日除籍。
1943年(昭和18年)1月10日：第2潜水隊司令水口兵衛大佐。
1943年(昭和18年)7月20日：第2潜水隊司令宮崎武治大佐。
1943年(昭和18年)8月19日：ヌーメア沖で伊17戦没。12月1日除籍。
1943年(昭和18年)9月25日：解隊された第1潜水隊より伊16、伊20(書類上在籍)、伊21を編入。第2潜水隊司令岩上英寿大佐。
1943年(昭和18年)10月31日：第一艦隊第11潜水戦隊より伊40を編入。
1943年(昭和18年)11月22日：伊40、消息不明。翌年2月21日亡失認定。4月30日除籍
1943年(昭和18年)11月25日：伊26、第8潜水戦隊に転出。マキン島西方で伊19戦没(岩上司令戦死)。翌年4月30日除籍。
1943年(昭和18年)11月29日：タラワ近海で伊21戦没。翌年4月30日除籍。
1943年(昭和18年)12月1日：伊20除籍。
1944年(昭和19年)1月15日：第六艦隊。
1944年(昭和19年)3月5日：伊16、第15潜水隊に転出。
1944年(昭和19年)4月25日：解隊。

### 第三潜水隊
横須賀鎮守府籍の伊22、巡潜乙型の伊21・伊23で編成。海中1型、海中2型からなる先代の第3潜水隊が、所属艦の除籍により1932年（昭和7年）4月1日に解隊されて以来、5代目となる。昭和17年12月15日に解隊された。
1941年(昭和16年)7月15日：伊21、伊22で編成。第3潜水隊司令佐々木半九大佐。第六艦隊第1潜水戦隊。
1941年(昭和16年)9月27日：竣工した伊23を編入。
1942年(昭和17年)2月1日：第4潜水隊より伊24を編入。
1942年(昭和17年)2月24日：ハワイ近海で伊23消息不明。2月28日亡失認定。4月30日除籍。
1942年(昭和17年)3月10日：第8潜水戦隊。
1942年(昭和17年)10月6日：サンクリストバル島近海で伊22戦没。12月15日除籍。
1942年(昭和17年)12月15日：解隊。残存艦は第1潜水隊に編入。

### 第四潜水隊
横須賀鎮守府籍の伊24、巡潜乙型の伊25・伊26で編成。L2型からなる先代の第4潜水隊が、所属艦の除籍により1940年（昭和15年）4月1日に解隊されて以来、3代目となる。昭和17年8月10日に解隊され、所属艦は第2潜水隊に編入された。
1941年(昭和16年)10月31日：伊24、伊25で編成。第4潜水隊司令小田為清大佐。第六艦隊第1潜水戦隊。
1941年(昭和16年)11月6日：竣工した伊26を編入。
1942年(昭和17年)2月1日：伊24は第3潜水隊に転出。
1942年(昭和17年)4月5日：第4潜水隊司令長井満大佐。
1942年(昭和17年)8月10日：解隊。所属艦は第2潜水隊に編入。